# Harvey Wallbanger
L'Harvey wallbanger è un cocktail creato negli Stati Uniti d'America negli anni cinquanta. Il nome deriva dal coniglio gigante che nel film Harvey parlava a James Stewart quando sbatteva contro un muro, appunto wallbanger in inglese. 

## Composizione
- 4,5 cl di vodka
- 1,5 cl di liquore Galliano
- 9 cl di succo d'arancia

## Preparazione
Il cocktail si prepara direttamente in un bicchiere di tipo tumbler. Il tumbler va riempito con ghiaccio, vodka e succo d'arancia secondo le dosi; dopo aver mescolato gli ingredienti si aggiunge il Galliano in superficie. L'Harvey va poi decorato con una fetta d'arancia ed una ciliegina entrambe dentro il bicchiere.

## Origini e altre informazioni
Vi sono diverse storie sull'origine di questo cocktail. Secondo una teoria, è stato ideato dal barman tre volte campione del mondo Donato “Duke” Antone, che servì al suo amico surfista Harvey uno Screwdriver con aggiunta di Galliano. Questi, uscendo dal locale andò a sbattere contro il muro, per via dell'elevato tasso alcolico della correzione.
Altre storie sembrano indicare che sia stata la società McKesson Imports Company a creare il drink, a cui sarebbe legata anche la pubblicità con  una mascotte che surfa con dei sandali ai piedi.
Un sinonimo di questo cocktail è "guidatore ubriaco" e viene citato in alcuni film famosi, tra cui Innocenti bugie con Tom Cruise.